# Wegrace in de jaren 1910-1919
Wegrace in de jaren 1910-1919 omvat de ontwikkelingen op het gebied van snelheidssporten voor motorfietsen in het tweede decennium van de 20e eeuw.

## Algemeen
De wegrace in de jaren tien werd grotendeels op circuits gereden, maar hier en daar waren ook lange-afstandsraces. Fabrikanten maakten speciale fabrieksracers. De Eerste Wereldoorlog bracht de sport tijdelijk tot stilstand.
Het werd al snel duidelijk dat deelname aan motorsportwedstrijden leidde tot versnelde ontwikkelingen aan motorfietsen. De Britten hadden al in de jaren 1900-1909 hun achterstand op de Fransen ingelopen en konden in dit decennium een voorsprong nemen, omdat ze het belang van versnellingen en koppelingen inzagen. Op het vasteland duurde het langer voor men tot deze overtuiging kwam. Daar zwoer men nog bij riemaandrijving, die echter wel voorzien werd van een koppeling (soms door alleen de riemspanning te verlagen), zodat de motorfiets niet steeds aangefietst hoefde te worden. De FICM, in 1904 opgericht en daarna feitelijk weer vergeten, werd in 1912 "heropgericht" toen de Nederlanders en de Britten een onderlinge betrouwbaarheidsrit wilden houden waarvoor een reglement nodig was. De Britten namen het initiatief en bij de heroprichting in Parijs sloten zich al 11 landen aan en de zetel van de FICM verhuisde van Parijs naar Londen. In Parijs werd nog een heel belangrijk besluit genomen: motorcoureurs moesten een licentie bezitten, die door de eigen, nationale bond afgegeven moest worden. De licenties kregen een "landenkleur": De Italianen kregen rood, de Britten groen, de Fransen blauw, de Duitsers wit, enz. In 1913 werden er al grote wedstrijden in heel Europa georganiseerd, waarvan de Grand Prix van Frankrijk in Amiens de belangrijkste was. Het idee erachter was een grote Europese competitie op te starten, zoals de autocoureurs die al hadden. Er volgden meer van dergelijke wedstrijden: de vijfde "Trophée International" in Le Mans en de TT van Spanje. In Australië werd in 1913 een Tourist Trophy georganiseerd (gewonnen door een Triumph) en in India een 300 mijlsrace die door een Royal Enfield werd gewonnen. In 1914 waren de meeste nationale bonden eindelijk toe aan internationale samenwerking op grotere schaal. De ontwikkelingen van motorfietsen kwamen door het uitbreken van de oorlog vrijwel stil te liggen. Na de oorlog hadden de Amerikanen dan ook een technische voorsprong op Europa. De Europese producenten waren gedwongen goedkopere machines te gaan maken en de concurrentie was groot, zeker omdat ook voormalige producenten van oorlogsmaterieel zich op de motorfietsen stortten. De beste reclame was racen. De Britse en Franse merken gingen in 1919 weer deelnemen aan de TT van Man en de Grand Prix van Frankrijk.

## België
In 1912 werd door de Luikse motorclub tijdens een motorsportproef in Spa besloten dat aan de willekeur onder het "Gemengd Comité" een einde moest komen en op 7 december werd in Brussel de Belgische Motorrijdersbond (Fédération Motocycliste de Belgique) opgericht. Aan het Gemengd Comité kwam geen einde, maar het werd in overleg met de motorclubs uitgebreid met leden van de motorclubs. De initiatiefnemers waren de Moto Club Liégeois, de Moto Club d'Ostende et du Littoral, de Auto Moto Club Bruxellois, de Moto Club Verviétois, de Auto Moto Club du Hainaut en de Moto Club d'Angleur.

## Duitsland
In Duitsland kwam de motorsport slechts moeizaam op gang. Er werden incidenteel baanwedstrijden gehouden waarbij in het algemeen een Progress won.

## Frankrijk
In 1912 werd de Grand Prix van Reims weer georganiseerd en net als op Man was de eencilinderklasse (Péan met Peugeot) sneller dan de tweecilinderklasse (Fenton op Triumph). De Grand Prix van Fontainebleau werd gewonnen door Godfrey op Indian. Men deed een poging de "Trophée International" nieuw leven in te blazen, en die werd eindelijk gewonnen door de Britten: Bashal won met Douglas, South werd tweede met zijn Rudge en Bailey met Douglas derde. De zijspanklasse werd gewonnen door René Gillet. In 1914 bouwden de Fransen, zinnend op wraak voor de vernederingen in de TT van Man, een revolutionaire motor: een Peugeot tweecilinder met dubbele bovenliggende nokkenassen en vier kleppen per cilinder, ontworpen door Ernest Henry. De machine moest deelnemen aan de Grand Prix van Frankrijk in Le Mans op 15 augustus, maar op 3 augustus verklaarde Duitsland de oorlog aan Frankrijk.

## Groot-Brittannië

### Man
Al in 1910 waren de eerste negen plaatsen in de TT van Man voor motorfietsen met versnellingsbakken. Daarmee was in één klap het voordeel van deze constructie, samen met kettingaandrijving, duidelijk geworden. Het reglement van de TT ging opnieuw op de schop: De twins waren in 1909 zó sterk gebleken, dat hun maximale cilinderinhoud teruggebracht werd tot 670 cc. Toch bleven ze even snel: Harry Collier won voor zijn broer Charlie (beiden op hun eigen merk "Matchless"), Harry Bowden reed een nieuw ronderecord met zijn BAT. Door het toegenomen vermogen en de versnellingen konden motorfietsen nu ook de hellingen van de "Snaefell Mountain Section" nemen en werd het circuit 35 km langer: 60,38 km. Deze verlenging was een enorm voordeel voor de Britten. Zij konden uitgebreid trainen op Man, en daardoor het enorm lange circuit leren kennen. Wie hier nooit reed was bij voorbaat kansloos. De TT van Man kende in 1911 104 deelnemers. Percy Evans won de Junior TT met een Humber tweecilinder. Indian doorkruiste de Britse plannen van een zekere overwinning door in de Senior TT Britse coureurs in te zetten. Die kenden de baan en eindigden op de eerste drie plaatsen. En dat nadat de aanvankelijke leider, Jake DeRosier (ook op Indian) gevallen was. Opmerkelijk was dat de snelste ronde gereden werd door Frank Philipp met een Scott met een tweetaktmotor. De TT van Man eiste ook haar eerste slachtoffer toen Rudge coureur Victor Surridge tijdens de trainingen bij Glen Helen verongelukte. Dat bracht de grote merken ertoe Man in 1912 te boycotten. Deze boycot werd gebroken toen men ontdekte dat Indian niet zou verschijnen, waardoor de winstkansen weer groter werden. In 1912 was het TT reglement alweer gewijzigd: het verschil tussen één- en tweecilinders verdween. De Junior TT was de 350 cc klasse en de Senior TT de 500 cc klasse. Hierin won opnieuw een Scott tweetakt met Frank Applebee aan het stuur. Hugh Mason won in 1913 de Junior TT met zijn NUT, hoewel hij na een val in de trainingen in het ziekenhuis was beland. De Senior werd gewonnen door Tim Woods, alweer met een Scott. Deze race eiste opnieuw een dode, toen Bateman (Rudge) aan de leiding liggend viel door een lekke band. Het circuit was duidelijk zeer gevaarlijk, maar bij het publiek droeg dat juist bij aan de populariteit, zelfs op het vasteland. In die tijd was het juist Frankrijk dat poogde internationale wedstrijden op te zetten, maar zonder succes voor de Franse merken. De races op het vasteland verkeerden in een crisis, omdat de markt werd beheerst door de kwalitatief en esthetisch hoogwaardige Britse motorfietsen. Hun voorsprong was te danken aan de TT van Man. De motorsport drong vanaf 1913 ook door buiten Europa en Amerika en men accepteerde de Britse "TT formule" als maatstaf voor de meeste wedstrijden. Toen de tweetakt Scott in 1914 opnieuw het ronderecord van de TT brak, vond de Auto-Cycle Union dat de cilinderinhoud van de machine teruggebracht moest worden naar 486 cc. Dat was heel gunstig voor Scott, want ook deze kleinere motor versloeg de 585 cc viertakten met gemak, en het was dus een uitstekende reclame. De TT van 1914 ging nog gewoon door, in de Junior TT waren de eerste twee plaatsen voor de broers Eric en Cyril Williams met AJS en de Senior TT werd gewonnen door Cyril Pullin met een Rudge. De Senior TT van 1919 werd gewonnen door de la Haye met een 500 cc Sunbeam zijklepper en de Junior TT door Cyril Williams met een AJS.

### Brooklands
DeRosier had in 1911 al op Brooklands een strijd gestreden tegen de beste Britse coureur Charlie Collier. DeRosier had met zijn 1.000 cc Indian twee van de drie wedstrijden gewonnen tegen de Matchless van Collier. Collier reed enkele dagen later een wereldsnelheidsrecord met 147 km/h. Toch begon Brooklands aan populariteit te verliezen. De Britten vonden de 3 km lange baan geen uitdaging ten opzichte van het 60 km lange circuit van Man. Na de Eerste Wereldoorlog waren Man en Brooklands volledig uit elkaar gegroeid. Brooklands was een puur hogesnelheidscircuit, waar alleen echte specialisten zoals Bert le Vack, Claude Temple, Wright, Lacey en Freddie Dixon resultaten konden boeken. "Gewone" coureurs schreven zich weleens in voor wedstrijden, maar zelfs de grootsten wisten dat ze kansloos waren. Andersom gold dat ook, met uitzondering van Freddie Dixon, die ook uit de voeten kon in wegraces, lange-afstandsritten en zelfs zijspanwedstrijden. De specialisten bemoeiden zich voornamelijk met het steeds opnieuw rijden van snelheidsrecords op speciale, zware en snelle motoren.

## Italië
In de jaren tien was de Moto Club d'Italia nog maar net opgericht en men richtte zich in Italië eerst op het organiseren van een aantal nationale kampioenschappen. In 1919 deed Italië een poging de lange-afstandsraces uit te bouwen. Men organiseerde al de tiende "Raid Nord-Sud", van Milaan naar Rome, die gewonnen werd door een volstrekt onbekende motorfiets, een 350 cc dubbelzuiger tweetakt van Garelli. Adalberto Garelli had de tweetakttechniek omarmd toen hij tijdens de oorlog voor FIAT motoren maakte voor onderzeeboten. Buiten Italië was deze race volslagen onbekend.

## Nederland
| routebeschrijving van de Holland-Engeland-Rit uit 1912 |

Een aantal leden van de NMV bezocht de TT van Man in 1911. Daar raakten zij onder de indruk van de races, maar ook van de Britse motorfietsen. De Nederlanders en de Britten organiseerden in 1912 een landenwedstrijd: De Holland-Engeland-Rit, een betrouwbaarheidsrit die door de Nederlanders met overwicht werd gewonnen omdat de Britten verrast werden door de zand- en grintwegen vol kuilen en gaten die ze niet gewend waren. De Britten wonnen alleen de proef op de Grebbeberg, dankzij hun versnellingen. In 1913 namen de Britten revanche op de Nederlanders tijdens de Engeland-Holland-Rit, vol heuvels en zodoende een makkelijke prooi voor de Britten. De NMV had de smaak echter te pakken en de eerste NMV-sportcommissie werd opgericht, die meteen opdracht kreeg een sportreglement op te stellen. In 1914 werd in Nederland een medaille uitgeloofd voor de motorrijder die de tocht Parijs-den Haag in minder dan 19 uur zou volbrengen. Toen dat echter op een race op de openbare weg begon te lijken verbood de NMV haar leden eraan deel te nemen. Ondanks de mobilisatie organiseerde de NMV in 1915 en 1916 nog een paar lange betrouwbaarheidsritten en (inmiddels "Koninklijk" en daarom "KNMV") ook de eerste Nederlandse grasbaanrace in Birkhoven. In 1917 vond een uitdagingsrace plaats tussen de gangmakers Herkuleyns en Bernaert op de wielerbaan de Raayberg in Bergen op Zoom. Er was door de KNMV nog een betrouwbaarheidsrit gepland, maar die ging door de strenge winter (bevroren rivieren en daardoor geen veerdiensten) niet door. Op 4 december 1917 werd in Nederland door het benzinetekort een algemeen rijverbod uitgevaardigd. De KNMV deed in 1918 een poging de FICM weer leven in te blazen. Men kon zich als koninklijke vereniging uit een neutraal land niet rechtstreeks tot de Entente of de Centralen wenden, en vroeg daarom raad aan de eveneens neutrale Zwitserse Bond. Omdat de vijandelijke landen toch niet wilden samenwerken, raadden de Zwitsers verdere stappen voorlopig af.

## Verenigde Staten
De Amerikanen trokken zich van Europese regelgeving niets aan. De Board track races en de dirttracks waren enorm populair en de grote merken ging zich er al snel mee bemoeien, eerst Indian en Excelsior, later ook Harley-Davidson en het kleine merk Cyclone. Bedrijven gingen speciale "Board Tracks" bouwen, soms als bouwpakket die met tribunes en al opgebouwd konden worden, soms als permanent circuit. Voor de fabrikanten gold: "Win on Sunday, sell on Monday". Men organiseerde korte wedstrijden op de halvemijlsbanen, soms slechts over één ronde, waardoor het meer een acceleratieproef was. Dit werd gedaan met lichte 350 cc twee- of vierkleppers. De langere afstanden werden met 1.000 cc modellen verreden, die speciaal hiervoor ontwikkeld werden. Als het om echt grote afstanden ging, tot 50 mijl, deed men dat op de dirttrackbanen. Uiteindelijk werden nog veel grotere afstanden afgelegd: de "Dodge City 300" en de "Savannah 300". De bekendste board track race was de "Sheepshead Bay Board Track" in New York. De Federation of American Motorcyclists had goed werk gedaan en onder andere wedstrijdregels en rijdersclassificaties ingevoerd en juridische gevechten gevoerd tegen regelgeving in steden als Chicago en Tacoma. Ze had in 1915 8.247 leden, maar de Eerste Wereldoorlog decimeerde dit ledenaantal en in 1919 ging de FAM ter ziele. Op 15 november 1916 was in Amerika de opvolger van de Motorcycle Manufacturers Association opgericht. Dit was de "Motorcycle and Allied Trades Association" (M&ATA). Beide verenigingen vertegenwoordigden de Amerikaanse motorfietsproducenten en hun toeleveranciers. Toen in 1919 de Federation of American Motorcyclists ter ziele was gegaan, onderkende men het belang van een rijdersorganisatie, en kreeg de M&ATA een "Riders Division". Vanaf het begin stond vast dat die ooit moest uitgroeien tot een zelfstandige organisatie, maar tot 1924 bleef ze onder de vleugels van de M&ATA.

## Ontwikkelingen

### Motor
De kopklepmotoren werden snel doorontwikkeld. Ze kregen soms vier kleppen per cilinder en ook bovenliggende nokkenassen, soms aangedreven door koningsassen, maar ook stoterstangenmotoren konden wedstrijden winnen. De oorlog betekende korte tijd technische stilstand, maar de vliegtuigindustrie ontwikkelde juist volop door en dat leverde weer lichte en sterke materialen, betere constructies en lichtere motoren op, die uiteindelijk ook te voordele van de motorfietsindustrie kwamen. Dat duurde nog jaren, want er was door de oorlog ook meteen materiaalschaarste ontstaan. Aan de vliegtuigindustrie lag het ook dat er veel betere lijnmotoren en V-motoren kwamen die vaak voorzien waren van bovenliggende nokkenassen en waterkoeling.

### Aandrijving
In 1911 verschenen op de Motor Cycle Show in Londen al Britse toermotorfietsen met twee, drie, vier en zelfs vijf versnellingen en ook de kickstarter en de zwengelstarter deden hun intrede. Op het vasteland gingen aanvankelijk alleen FN en NSU versnellingen leveren. De verlenging van het TT circuit van Man, waar nu ook de steile hellingen van Ramsey naar Bungalow in zaten, noodzaakte aspirant-deelnemers hun motorfietsen van versnellingsbakken te voorzien. Triumph en AJS monteerden een drieversnellingsbak met kettingaandrijving, maar Matchless bedacht een ingewikkeld systeem waarbij de riemaandrijving intact bleef. De krukaspoelie kon breder of smaller gemaakt worden door een hendel naast de tank, waardoor de diameter varieerde (zoals bij de Variomatic). De hendel had een aantal standen en leverde dus evenveel versnellingen. Om de riemspanning constant te houden schoof het achterwiel mee naar voren of naar achteren. Rudge-Whitworth patenteerde in 1914 de Rudge Multi, een handgeschakelde riemaandrijving met variabele poelies. Toch won de ketting snel terrein, omdat ze ook in de regen en tegen hellingen niet kon slippen.

### Rijwielgedeelte
Hoewel de toenemende vermogens de fabrikanten dwongen om stevigere frames te maken, bleef het "fietsmodel" nog lang bestaan. Men was wel in staat lagere motorfietsen te maken, maar de hoge zitpositie moest gehandhaafd worden zodat er bij een kapotte motor verder gefietst kon worden. Pas toen de motoren zó zwaar werden dat aan fietsen niet te denken viel, veranderde dat. De aangepaste frames waren aan de bovenkant vrijwel allemaal voorzien van twee horizontale buizen, waar de tank tussen zat. Onder was soms het motorblok dragend, maar vaak werd ook een loop frame gebruikt, dat precies om het ronde carter paste en waardoor ook een hoog gebouwd motorblok onder de tank paste.

### Kleding
In het begin van de jaren tien werd de kleding aangepast aan de hogere snelheden én het belang van reclame. In een wollen trui kon gemakkelijk een merknaam of -logo gebreid worden en vanwege de snelheid en het opwaaiende stof werd soms een stofbril gedragen. Het hoofddeksel was een pet (soms achterstevoren gedragen), muts of een leren kap die onder de kin vastgeknoopt werd. Na de dood van Victor Surridge werd bij de TT van Man een helm verplicht. Dat was toen nog een stevige leren "pot" die met leren riemen onder de kin vastgeknoopt werd.

## Klassen
Nadat de TT-organisatie de maximale cilinderinhoud van de tweecilinders in de jaren nul had verhoogd en daarna weer verlaagd, stelde men in 1911 de "Junior" en de "Senior" klassen in. Men bleef verschil maken: eencilinders in de Junior TT mochten 300 cc meten, tweecilinders 340 cc. In de Senior TT was dat 500- respectievelijk 585 cc. Na de wederopstanding van de FICM in 1912 werden spijkers met koppen geslagen en al vanaf 1913 werden nieuwe internationale klassen bepaald: tot 250 cc, 251-350 cc, 351-500 cc, 501-750 cc, 751-1.000 cc en zijspannen (de weinige tricars en tricycles werden bij de zijspannen ingedeeld). Uit angst voor ongelukken mochten de zwaarste categorieën alleen deelnemen aan betrouwbaarheidsritten, races met snelheidslimiet en heuvelklimwedstrijden. Op nationaal niveau bleef men nog tot na de Eerste Wereldoorlog eigen klassen toepassen.